# 加保扶
加保扶是氨基甲酸酯類農藥，目前市面上毒性最強的農藥之一。

## 使用限制
由於鳥類可能誤食顆粒狀加保扶農藥致死，美國環保署只允許此產品以液態形式銷售。此外，從2009年開始，美國環保署下令禁止任何含有此產品殘留物的農產品供人類食用，無論本土生產還是進口。